# Diocesi di Mostar-Duvno

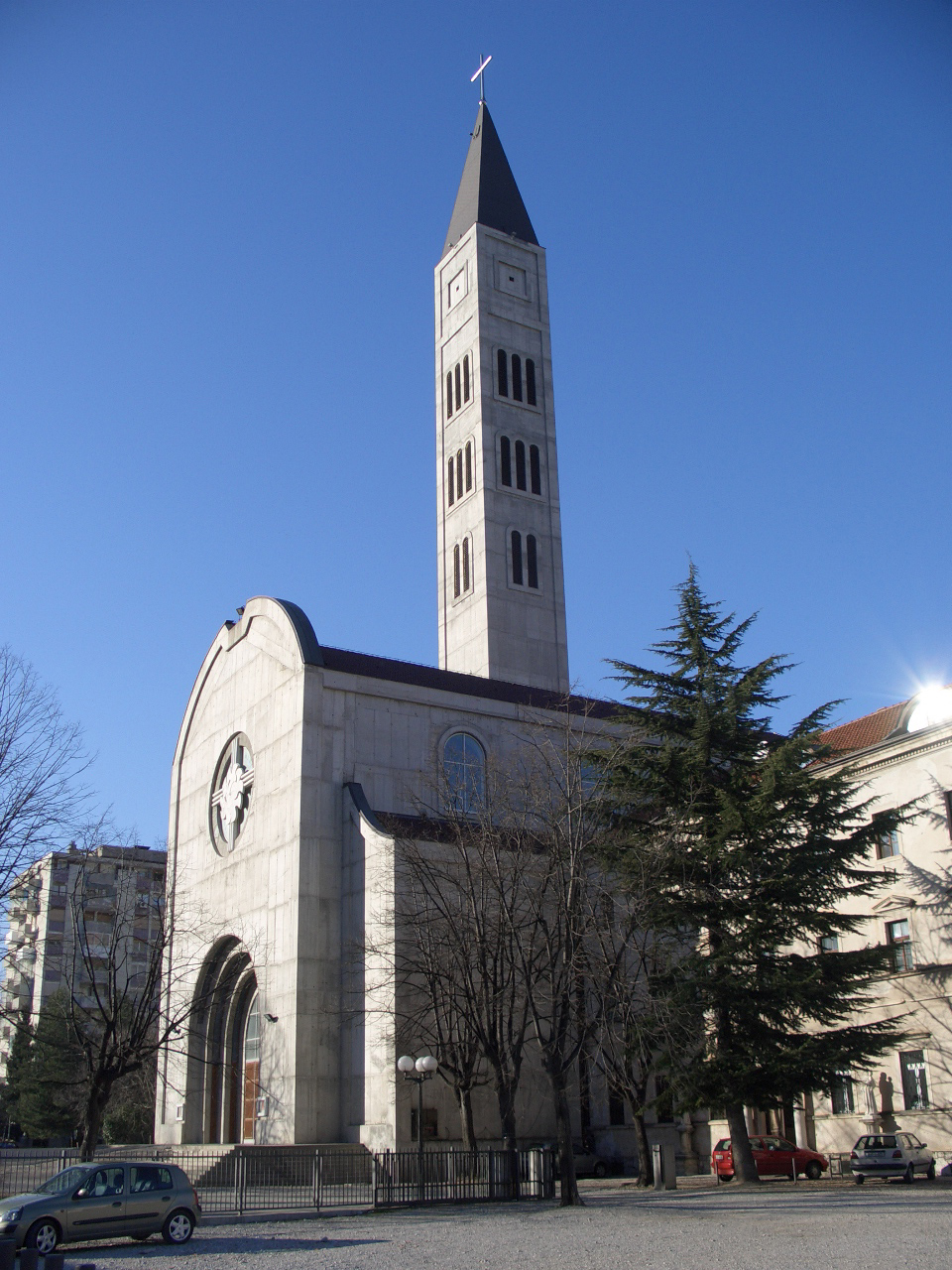
La chiesa dei Santi Pietro e Paolo, ricostruita sui resti dell'ex cattedrale.

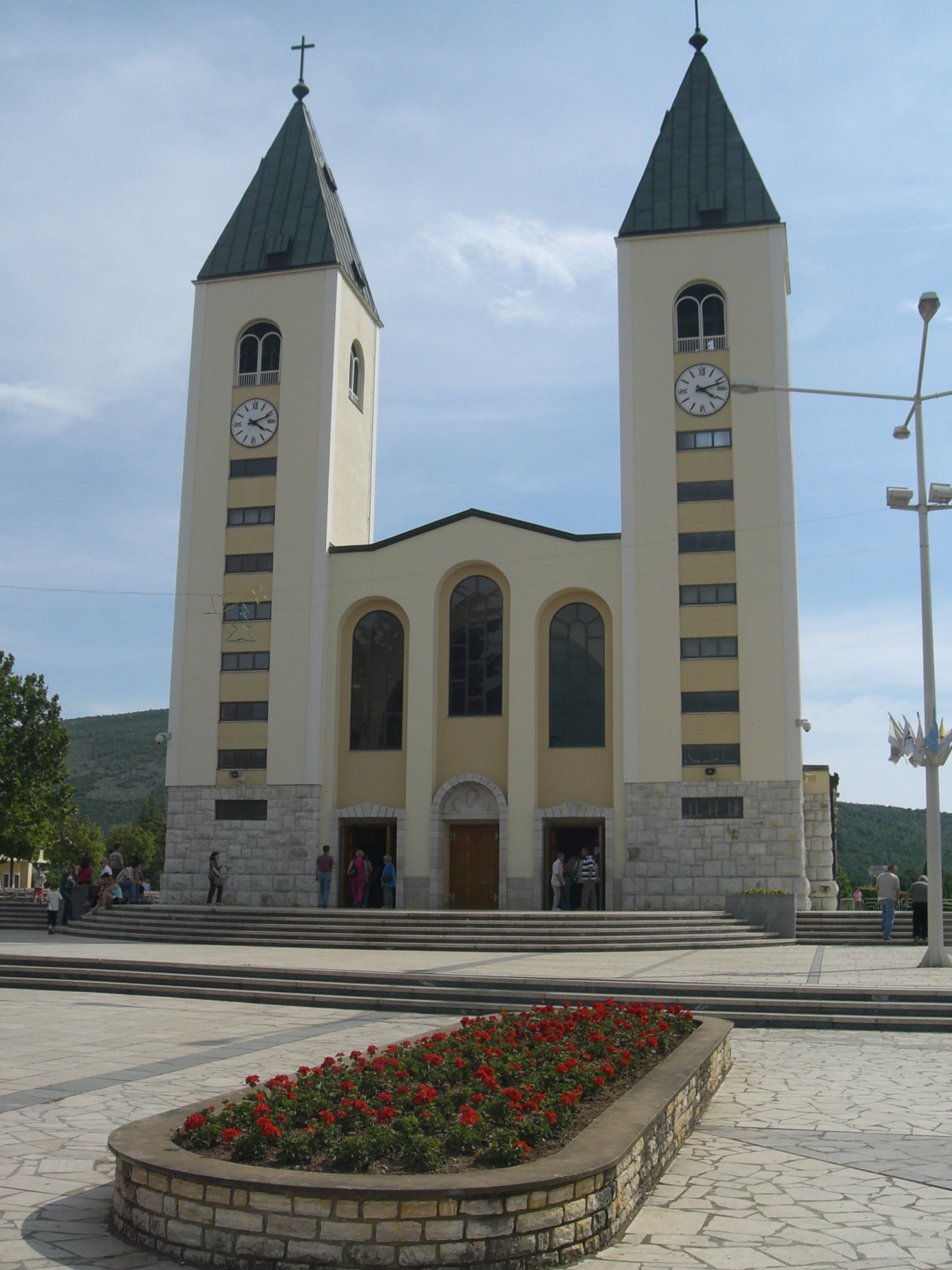
La chiesa parrocchiale di Međugorje.

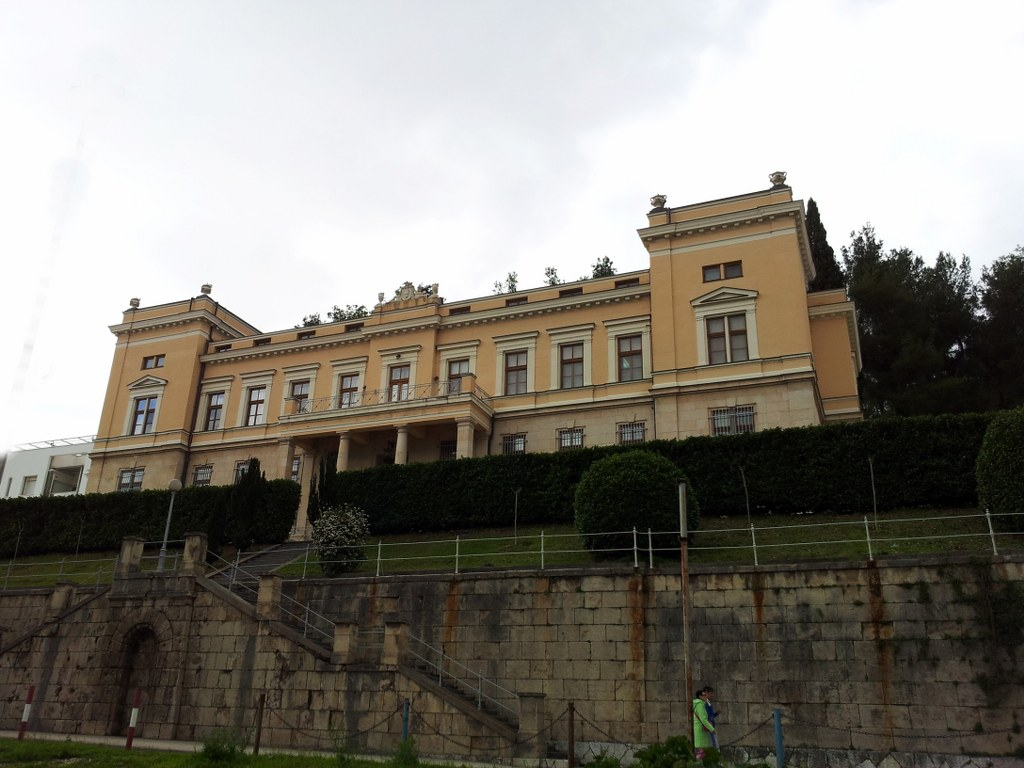
Il palazzo episcopale di Mostar.

La diocesi di Mostar-Duvno (in latino Dioecesis Mandetriensis-Dumnensis o Dalminiensis) è una sede della Chiesa cattolica in Bosnia ed Erzegovina suffraganea dell'arcidiocesi di Sarajevo. Nel 2023 contava 185.870 battezzati su 452.320 abitanti. È retta dal vescovo Petar Palić.
Ai vescovi di Mostar-Duvno è affidata in amministrazione perpetua la sede di Trebigne e Marcana (Tribuniensis et Marcanensis).

## Territorio
La diocesi comprende la parte settentrionale dell'Erzegovina.
Sede vescovile è la città di Mostar, dove si trova la cattedrale di Santa Maria Madre della Chiesa.
Il territorio è suddiviso in 82 parrocchie (comprensive anche del territorio della diocesi di Trebigne e Marcana), fra le quali è famosa la parrocchia di Međugorje, luogo di presunte apparizioni di Maria e, perciò, meta di frequenti pellegrinaggi.

## Storia
Fin dal III secolo è documentata la presenza del cristianesimo a Dumno (Delminium per i Romani, corrispondente all'odierna Tomislavgrad). Il primo vescovo di Salona, san Venanzio, fu anche il primo missionario di Dumno; secondo alcuni martirologi infatti Venanzio fu «apud Dalmatas martyr», intendendo con Dalmatas la città di Delminium, che sarebbe all'origine del nome Dalmazia. Fu a Dumno che Venanzio subì il martirio.
Il cristianesimo sopravvisse a Dumno per tutta la durata delle persecuzioni. Nel sinodo di Salona del 553 fu eretta la diocesi di Macarsca al cui territorio apparteneva Dumno. Nelle lettere di Gregorio Magno (marzo 591 - fine 594) è menzionato un Malchus episcopus dalmaliensis (chiamato anche coepiscopus): la maggior parte degli storici ritengono che questo Malco sia stato effettivamente vescovo di Dumno, cosa che determinerebbe la fondazione di una diocesi a Dumno verso la fine del VI secolo; altri autori invece ritengono che si tratti di un vescovo che esercitava le funzioni di rector patrimonii apostolici su tutto il territorio della Dalmazia.
Quando i Croati conquistarono la regione e grazie all'opera di Giovanni di Ravenna e di altri arcivescovi di Spalato si convertirono dall'arianesimo al cattolicesimo, si impose la necessità di creare nuove diocesi, tra cui quella di Dumno. Questo avvenimento è testimoniato dall'arcidiacono Tommaso nella sua Historia Salonitana e risale ad un periodo imprecisato a partire dalla metà del VII secolo. La diocesi è certamente documentata negli atti del sinodo di Spalato del 928: al vescovo Gregorio fu data la possibilità di scegliere una diocesi dove porre la sua sede e tra le opzioni v'era anche la Delmiensis ecclesia. Dumno è ancora menzionata nelle Provinciali romane dell'XI secolo come città sede di un vescovo. Infine, in una lettera di papa Celestino III del 13 marzo 1192 essa appare fra le suffraganee di Spalato. Nel lungo periodo che va dal VII al XII secolo sembra dunque essere ben documentata la presenza di una diocesi a Dumno: nessun vescovo tuttavia è stato tramandato dalle fonti.
In seguito, per un secolo (fine XII secolo - fine XIII secolo) la sede non è più menzionata da alcuna fonte. Alcuni autori ritengono che, per motivi imprecisati, la diocesi sia stata soppressa, per poi essere ristabilita, di certo prima del 1297. Agli inizi del XIV secolo si ha finalmente conoscenza del primo vescovo di Dumno, il cistercense Ivan de Hoio, deceduto nel 1317. Da questo momento i vescovi si succedettero con regolarità fino alla fine del XVII secolo.
Nel 1465 la città fu conquistata dai Turchi, così come tutta la Bosnia. La diocesi tuttavia sopravvisse all'occupazione ed anzi si ingrandì: infatti durante l'episcopato di Vid de Ruscis al suo territorio fu annesso anche quello di Macarsca. Nella seconda metà del XVI secolo al vescovo Daniel Vocacio fu data l'amministrazione di tutto il territorio usque in Bosniam et Serviam. Questo fatto tuttavia è indice di come oramai la presenza cristiana nel territorio si era ridotta di molto e le antiche sedi episcopali erano date in amministrazione ad un unico vescovo.
Tra i vescovi di questo periodo sono da ricordare in particolare: Nikola Zadranin, che percorse l'Europa alla ricerca di aiuti economici e militari contro gli invasori Turchi arrivando ad organizzare anche una crociata contro di essi; Vid de Ruscis, che mantenne viva la fede cristiana nei primi anni dell'occupazione. Dopo la sua morte i vescovi di Dumno, ritenendo insicura la città, preferirono risiedere altrove facendosi rappresentare da vicari generali. Non mancarono lunghi periodi di sede vacante, durante i quali la diocesi fu assegnata come sede titolare a vescovi per lo più di origine spagnola.
Alla morte di Mihalj Jahnn (1665), la Santa Sede non nominò più vescovi per Dumno e la diocesi fu data in amministrazione ai vescovi delle diocesi vicine, in particolare ai vescovi di Macarsca. Dopo il 1665, la diocesi è de facto soppressa.
Una nuova pagina per la storia di Dumno inizia nel 1735, anno in cui Roma, per migliorare e favorire le condizioni dei cattolici della Bosnia e dell'Erzegovina, eresse il vicariato apostolico di Bosnia cum extensione ad totam Bosniam, Othomaniaco dominio subjectam, et praecipue super olim episcopatu Dumnensi. Da questo vicariato nel 1846 furono sottratti i territori dell'Erzegovina (e parte dei territori della diocesi di Ragusa di Dalmazia), comprensiva dell'antica Dumno, per formare una nuova circoscrizione ecclesiastica, il vicariato apostolico dell'Erzegovina.
Il 5 luglio 1881 il vicariato apostolico è stato elevato a diocesi in forza della bolla Ex hac augusta di papa Leone XIII e ha assunto il nome di diocesi di Mostar-Duvno. Il titolo Dumnensis fu aggiunto a ricordo dell'antica sede.
Dall'8 luglio 1890 i vescovi di Mostar-Duvno hanno in amministrazione perpetua la diocesi di Trebigne e Marcana.
Nel 1981, a cent'anni dall'istituzione della diocesi, la cattedra vescovile fu traslata dalla chiesa dei Santi Pietro e Paolo all'attuale dedicata alla Beata Vergine Maria, Regina del Cielo e Madre della Chiesa.

## Cronotassi dei vescovi
Si omettono i periodi di sede vacante non superiori ai 2 anni o non storicamente accertati.

### Vescovi di Delminium o Dumno
- Malchus † (590 - 597 deceduto)
- Ivan de Hoio, O.Cist. † (1313 - 24 marzo 1317 deceduto)
- Madije † (prima del 1337 - 1345 dimesso)
- Ivan, O.Cist. † (20 giugno 1345 - ?)
- Guerino da Zara † (1347 - ?)
- Stjepan[3] † (1355 - 1371)
- Ivan † (circa 1383 - 1394 deceduto)
- Petar Petra Telikona, O.F.M. † (7 settembre 1394 - ?)
- Juraj, O.F.M. † (circa 1406 - 21 ottobre 1412 nominato vescovo di Lesina)
- Juraj † (1412 - 1419 deceduto)
- Blaž de Navara, O.F.M. † (15 settembre 1419 - ?)
- Nikola, O.F.M. † (circa 1426 - 1433)
- Hugo Fornetus † (27 luglio 1433 - 1439)
- Jeronim Trogiranin, O.F.M. † (22 aprile 1439 - 1459 dimesso)
- Nikola Zadranin, O.F.M. † (2 gennaio 1460 - 1464)
- Vid de Ruscis † (1490 - dopo il 1495)
  - Sede vacante
  - Tomás de Córdoba, O.Cist. † (26 gennaio 1507 - 1514 deceduto)[4]
  - Alvaro Salas Sánchez, O.S.A. † (8 agosto 1514 - 12 ottobre 1520 deceduto)[4]
  - Andrija Klement de Turrecremata, O.F.M. † (19 dicembre 1520 - ?)[4]
- Nikola de Berganicio † (14 luglio 1536 - 1551 deceduto)[5]
- Daniel Vocacio, O.F.M. † (2 dicembre 1551 - circa 1580 dimesso)[6]
- Daniel Vladimirović Neretvanin (?) † (circa 1590)
- Alfonso de Requeséns Fenollet, O.F.M. † (30 agosto 1610 - 6 ottobre 1625 nominato vescovo di Barbastro-Monzón)
- Vincenzo Zucconi † (30 agosto 1627 - ?)
- Marijan Maravić, O.F.M. † (31 luglio 1645 - 24 luglio 1647 nominato vescovo di Bosnia)[7]
  - Sede vacante (1647-1655)
- Pavao Posilović, O.F.M. † (25 ottobre 1655 - ? deceduto)
- Mihalj Jahnn, O.F.M. † (14 gennaio 1658 - 1665 deceduto)
  - Sede soppressa

### Vicari apostolici dell'Erzegovina
- Rafael Barišić, O.F.M. † (24 settembre 1847 - 14 agosto 1863 deceduto)
- Anđeo Kraljević, O.F.M. † (7 dicembre 1864 - 27 luglio 1879 deceduto)
- Paškal Buconjić † (18 gennaio 1880 - 18 novembre 1881 nominato vescovo)

### Vescovi di Mostar-Duvno
- Paškal Buconjić † (18 novembre 1881 - 8 dicembre 1910 deceduto)
- Alojzije Stjepan Mišić, O.F.M. † (14 febbraio 1912 - 26 marzo 1942 deceduto)
- Petar Čule † (15 aprile 1942 - 14 settembre 1980 ritirato)
- Pavao Žanić † (14 settembre 1980 succeduto - 24 luglio 1993 ritirato)
- Ratko Perić (24 luglio 1993 succeduto - 11 luglio 2020 ritirato)
- Petar Palić, dall'11 luglio 2020

## Statistiche
Le diocesi unite di Mostar-Duvno e di Trebigne e Marcana nel 2023 su una popolazione di 452.320 persone contavano 185.870 battezzati, corrispondenti al 41,1% del totale.
| anno | popolazione | popolazione | popolazione | presbiteri | presbiteri | presbiteri | presbiteri                | diaconi | religiosi | religiosi | parrocchie |
| anno | battezzati  | totale      | %           | numero     | secolari   | regolari   | battezzati per presbitero | diaconi | uomini    | donne     | parrocchie |
| ---- | ----------- | ----------- | ----------- | ---------- | ---------- | ---------- | ------------------------- | ------- | --------- | --------- | ---------- |
| 1950 | 180.000     | 300.000     | 60,0        | 76         | 16         | 60         | 2.368                     |         | 60        | 40        | 60         |
| 1970 | 202.376     | 495.000     | 40,9        | 141        | 38         | 103        | 1.435                     |         | 156       | 130       | 66         |
| 1980 | 201.600     | 464.346     | 43,4        | 199        | 53         | 146        | 1.013                     |         | 172       | 164       | 74         |
| 1990 | 208.000     | 502.000     | 41,4        | 189        | 62         | 127        | 1.100                     |         | 164       | 189       | 77         |
| 1999 | 191.998     | 481.445     | 39,9        | 167        | 53         | 114        | 1.149                     | 1       | 145       | 188       | 81         |
| 2000 | 193.908     | 481.445     | 40,3        | 168        | 53         | 115        | 1.154                     | 1       | 134       | 178       | 81         |
| 2001 | 194.344     | 481.445     | 40,4        | 168        | 54         | 114        | 1.156                     | 1       | 134       | 173       | 81         |
| 2002 | 197.872     | 481.445     | 41,1        | 177        | 72         | 105        | 1.117                     |         | 124       | 184       | 81         |
| 2003 | 203.805     | 481.448     | 42,3        | 163        | 53         | 110        | 1.250                     | 1       | 133       | 171       | 81         |
| 2004 | 208.226     | 481.445     | 43,3        | 229        | 103        | 126        | 909                       | 1       | 146       | 171       | 81         |
| 2013 | 211.600     | 481.400     | 44,0        | 186        | 72         | 114        | 1.137                     |         | 142       | 199       | 82         |
| 2016 | 197.656     | 454.505     | 43,5        | 188        | 73         | 115        | 1.051                     |         | 162       | 194       | 82         |
| 2019 | 189.933     | 454.000     | 41,8        | 186        | 71         | 115        | 1.021                     |         | 173       | 191       | 82         |
| 2021 | 188.903     | 456.155     | 41,4        | 189        | 72         | 117        | 999                       |         | 158       | 192       | 82         |
| 2023 | 185.870     | 452.320     | 41,1        | 186        | 73         | 113        | 999                       |         | 145       | 181       | 82         |